# Варпе
Ва́рпе (ест. Varpe küla) — село в Естонії, у волості Ляене-Сааре повіту Сааремаа.

## Населення
Чисельність населення на 31 грудня 2011 року становила 33 особи.

## Географія
Село розташоване на перехресті автошляхів 102 (Мустьяла — Кігелконна — Тегумарді) та 112 (Кяесла — Карала — Лоона).

## Історія
Історично Варпе належало до приходу Кігелконна (Kihelkonna kihelkond).
До 12 грудня 2014 року село входило до складу волості Люманда.